# Handel Reference Database
La Handel Reference Database (Base de dades de referència de Handel) (HRD) és la col·lecció documental més gran sobre George Frideric Handel (1685–1759) i la seva època. Va ser llançada el gener de 2008 en el servidor del Center for Computer Assisted Research in the Humanities (CCARH) a la Stanford University. Inicialment, fou elaborada per Ilias Chrissochoidis per donar suport a la seva dissertació de PhD, "Early Reception of Handel's Oratorios, 1732–1784: Narrative-Studies-Documents" (Stanford Universitat, 2004), que incloia aproximadament 4.000 ítems i 800.000 paraules. La HRD està organitzada cronològicament; cobreix el període de 1685 a 1784 i està enfocada a la carrera britànica de Händel. Inclou transcripcions de fonts impreses i manuscrites, algunes de les quals encara no s'han publicat ("The Academy of Vocal Music", British Library, Add. Ms. 11732; "The John Marsh Diaries, 1802–28", Huntington Library, HM 54457, vols. 23–37) i enllaços externs a literatura secundària antiga sobre el compositor. El projecte va rebre suport financer de la Houghton Library, Harvard University (2010–11) i UCLA's William Andrews Clark Memorial Library (2011–12).
La HRD apareix llistada a An International Handel Bibliography / Internationale Händel-Bibliographie: 1959–2009. Hi ha disponibles enllaços a les bases de dades de portals d'internet de l'American Society for Eighteenth-Century Studies (AMS), l'American Society for Eighteenth-Century Studies (ASECS), la British Society for Eighteenth-Century Studies (BSECS), la Society for Eighteenth-Century Music (SECM), la Stiftung Händel-Haus a Halle, el Foundling Museum, i les universitats de Stanford, Harvard, UC Berkeley, College London i els serveis de la biblioteca de la Universitat de Bolonya.